# Mezőgyán
Mezőgyán is een plaats (község) en gemeente in het Hongaarse comitaat Békés. Mezőgyán telt 1291 inwoners (2002).